# Уинипег (река)
Уинипег (на английски: Winnipeg River) е река в Южна Канада (провинции Онтарио и Манитоба), вливаща се от югоизток в езерото Уинипег, от системата на река Нелсън.
Дължината ѝ, заедно с Горско езеро и реките Рейни и Файърстайл е 813 км, която ѝ отрежда 27-о място сред реките на Канада. Дължината само на река Уинипег е 235 км.
Река Уинипег изтича от северния ъгъл на Горското езеро при град Кенора (в югозападната част на провинция Онтарио), на 323 м н.в. Най-напред тече на северозапад, навлиза в провинция Манитоба, завива на югозапад, а при град Севън Систерс Фолс на север и при Пойнт Фолс се влива в югоизточната част на езерото Уинипег, на 217 м н.в.
По течението си реката преминава през 15 проточни езера.
Площта на водосборния басейн на реката е 135 800 km2, от които в Канада са 106 500 km2, а в САЩ 29 300 km2. Водосборният басейн на Уинипег представлява 15,2% от водосборния басейн на река Нелсън. Басейнът ѝ обхваща северната част на американския щат Минесота), югозападната част на провинция Онтарио и югоизточната част на провинция Манитоба в Канада.
Водосборният басейн на река Уинипет граничи с други 4 водосборни басейна:
на запад и югозапад – с водосборния басейн на река Северна Ред Ривър, от системата на река Нелсън;
на североизток – с водосборните басейни на реки, вливащи се директно в Хъдсъновия залив;
на югоизток – с водосборния басейн на река Сейнт Лорънс, вливаща се в Атлантическия океан;
на юг – с водосборния басейн на река Мисисипи.
Реката има два основни притока: Инглиш Ривър (десен) и Уайтшел (ляв).
Многогодишният среден дебит в устието е 850 m3/s. Максималният отток на реката е през май-юни – 1018 m3/s, а минималния през декември-март – 770 m3/s. Дъждовно-снегово подхранване. От началото на декември до началото на април река Уинипег замръзва.
По течението на реката има изградени 7 ВЕЦ-а (6 м Манитоба и един в Онтарио).
Реката е открита през 1733 г. от френския търговец на ценни животински кожи Кристоф Дюфро дьо ла Жемереи, който заедно с един от своите братовчеди, син на известния по това време в района Пиер Готие Варен дьо ла Верандри се спуска по реката от Горското езеро до праговете ѝ Севън Систерс Фолс.